# Sal Maroni
Salvatore Vincent "Sal" Maroni, detto "Il Boss" (The Boss), è un personaggio dei fumetti DC Comics, in particolare di quelli dedicati a Batman, di cui è uno degli antagonisti. È un boss mafioso, a capo della malavita gothamita.

## Biografia

### Pre-crisi / Terra-Due
La prima apparizione pre-crisi di Maroni risale all'agosto 1966 in Detective Comics n. 66; viene presentato con il nome di Moroni, un mafioso sotto processo per omicidio. Harvey Dent, pubblico ministero del processo, chiama Batman come primo testimone. Moroni accusa il vigilante di essere un bugiardo, al che Harvey esibisce un dollaro d'argento falso appartenente a Moroni, trovato sulla scena del crimine e con sopra le impronte digitali del mafioso. Furioso, il criminale lancia una fiala di acido in faccia a Dent e sfigura orribilmente il suo viso, portandolo a impazzire a causa della deturpazione e a diventare Due Facce; quest'ultimo in seguito uccide Maroni prima di farsi arrestare.

### Età del Bronzo / Terra-Uno
In questo periodo il ruolo di Maroni nell'origine di Due Facce rimane invariato, ma il suo nome diventa Morelli, mentre Harvey Kent diventa Harvey Dent (per evitare di fare confusione con Clark Kent). Nella nuova versione, Batman assiste al processo contro Morelli e tenta di impedire al mafioso di lanciare l'acido, senza successo.
Il malavitoso appare anche in DC Superstars n. 14 e Batman n. 328 e 329; nella prima storia sopravvive a un tentativo di omicidio di Due Facce, ma resta paralizzato alle gambe. Per camuffarsi, si sottopone a un intervento di chirurgia plastica e cambia il proprio nome, dopodiché cerca di vendicarsi di Due Facce uccidendo Dave Stevens, il nuovo marito della sua ex moglie Gilda, per poi lasciarsi trovare e uccidere dal criminale.

### Post-crisi
Nella Graphic Novel Batman and the Monster Men, Maroni presta del denaro a Norman Madison (padre di Julie Madison, fidanzata di Bruce Wayne) per permettergli di saldare dei debiti e anche al professore Hugo Strange per i suoi esperimenti genetici. Successivamente Maroni fa pressioni a Strange per farsi restituire i soldi e lo scienziato rapina uno dei suoi stabilimenti di gioco illegale per rubare il denaro di cui ha bisogno per ripagare il mafioso; quando quest'ultimo lo scopre, invia dei sicari a minacciarlo e Strange decide di sbarazzarsi di Maroni inviando una delle sue creature a ucciderlo. Maroni viene salvato da Batman che, come favore a Julie, lo costringe ad annullare il debito con suo padre.
Nel seguito, Batman and the Mad Monk, Norman cerca di saldare il suo debito con Maroni essendo ignaro dell'intervento di Batman; Maroni rifiuta di accettare i soldi in quanto teme ripercussioni dal vigilante, pertanto Madison cede i soldi a Carmine Falcone (rivale in affari di Maroni) che umilia l'avversario. Norman cerca poi di uccidere Maroni, ma viene assassinato dai suoi uomini.
Maroni ha un ruolo più importante nella serie di Jeph Loeb e Tim Sale Batman: Il lungo Halloween, nella quale viene narrata l'origine di Due Facce. In questa versione, Salvatore Maroni è il rampollo della famiglia criminale Maroni, guidata da suo padre Luigi Maroni. Dopo Falcone è il mafioso più potente di Gotham City e ha tra i suoi scagnozzi il criminale Tony Zucco. Sia Maroni che Falcone sospettano che il serial killer Festa (che uccide a ogni festività qualche affilato delle famiglie Falcone o Maroni) stia lavorando per l'altro e ciò incrina il loro rapporto in affari, precedentemente solido. Quando Luigi viene assassinato da Festa, Maroni accetta di fare un patto con Dent per confessare tutte le attività criminali di Falcone, ritenendolo responsabile; Sofia Falcone, amante segreta di Maroni, gli fa visita in prigione e gli mente dicendo che in realtà Festa è Dent. Prima del processo, al mafioso viene consegnata una fiala di acido camuffata da un medicinale per una presunta ulcera, che Maroni lancia in faccia a Dent per ucciderlo. L'uomo sopravvive, ma viene sfigurato orribilmente e la sua psiche ne viene devastata. Maroni sopravvive a due colpi di pistola sparati al petto da un ufficiale giudiziario, ma poi viene ucciso da Festa durante un trasferimento. Il killer si rivela essere Alberto Falcone, che ha commesso gli omicidi per crearsi un nome. Successivamente Pino e Umberto, i figli di Falcone, offrono i loro servigi a Sofia e vengono uccisi da Due Facce nel massacro del Columbus Day.

## Altri media

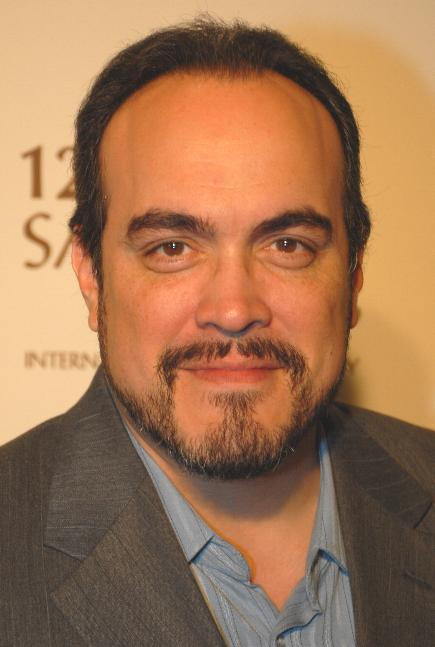
David Zayas, interprete di Sal Maroni nella serie televisiva Gotham.

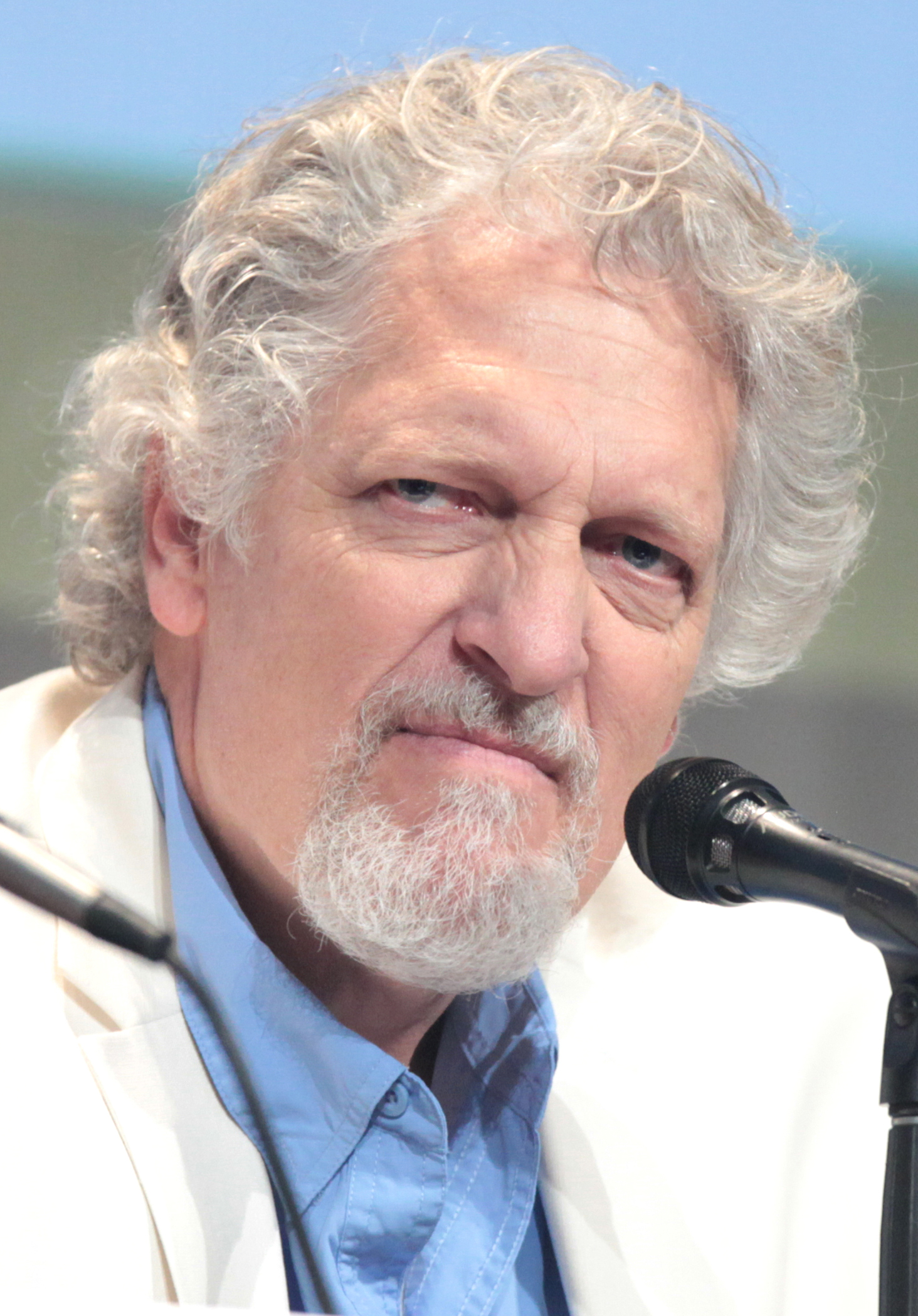
Clancy Brown, interprete di Sal Maroni nella miniserie televisiva The Penguin.

### Cinema
- Nel film Batman Forever (1995), diretto da Joel Schumacher, in cui viene chiamato "Moroni", il boss della mafia americana è interpretato da Dennis Paladino, e appare brevemente in un filmato ambientato durante il processo, proprio mentre sfigura orribilmente metà volto di Harvey Dent con l'acido lanciato da una fialetta, nonostante l'intervento di Batman che aveva tentato di salvare l'ex procuratore distrettuale.
- Salvatore Maroni appare come uno degli antagonisti nel film Il cavaliere oscuro (2008), diretto da Christopher Nolan, interpretato da Eric Roberts. Il boss mafioso gode di maggior risalto in quanto viene definito chiaramente come la nuova guida della Famiglia di Gotham dopo Carmine Falcone, detenuto ad Arkham. In questo film appare come il patrono di Chen Lau e del Joker, che spera di usare come arma contro Batman, Harvey Dent (colui che diventerà Due Facce) e James Gordon, che minacciano la sua organizzazione. In realtà finisce presto con il perdere il controllo sul folle criminale Joker, che approfitta dell'indebolimento della criminalità, combattuta da Batman, per scatenare a Gotham City un'ondata di terrorismo e anarchia. In seguito, Due Facce incontra Maroni nella sua automobile e lancia una moneta per decidere la sorte sua e dell'autista. La moneta segna testa per il Padrino, che è quindi salvo, ma croce per l'autista. Due Facce spara al guidatore mandando l'auto a schiantarsi, uccidendo entrambi gli occupanti. Due Facce sopravvive in quanto si era preventivamente allacciato la cintura di sicurezza.
- In The Batman (2022), non appare fisicamente ma viene solo menzionato da alcuni personaggi nel corso del film.

#### Film d'animazione
- Salvatore Maroni appare nel film d'animazione Batman - Il cavaliere di Gotham.
- Sal Maroni è presente negli altri film d'animazione Batman: The Killing Joke, Batman: Il lungo Halloween - Parte 1 e Batman: Il lungo Halloween - Parte 2.

### Televisione
- Il personaggio appare nella serie televisiva Gotham, interpretato da David Zayas. Nella serie TV, Maroni è uno dei boss criminali più pericolosi di Gotham (proprio come nelle storie a fumetto) ed è un rivale di Carmine Falcone; infatti, nella narrazione della serie, Maroni mira a prendere il controllo della città silurando Falcone, il quale è considerato il boss criminale più potente di Gotham. Al contrario di Falcone, che pur essendo un pericoloso criminale agisce mosso da un (anche se controverso) senso della morale, Maroni invece è un sanguinario. Muore nel finale della prima stagione, stringerà un'alleanza con Fish Mooney per uccidere Falcone, ma proprio la stessa Mooney ucciderà Maroni sparandogli alla testa dopo che lui l'aveva insultata.
- Salvatore Maroni appare ufficialmente come uno dei due antagonisti secondari nella miniserie televisiva spin-off The Penguin (interpretato da Clancy Brown), che segue dopo gli eventi del film The Batman, in cui l'operazione si è conclusa con lo storico arresto per la droga di Gotham City, in cui l'informatore era il defunto Carmine Falcone.